# Chantier naval Almaz
 (juillet 2025).
Si vous disposez d'ouvrages ou d'articles de référence ou si vous connaissez des sites web de qualité traitant du thème abordé ici, merci de compléter l'article en donnant les références utiles à sa vérifiabilité et en les liant à la section « Notes et références ».
Le chantier naval Almaz (en russe : Судостроительная фирма Алмаз) est un chantier naval à l'Île Petrovsky situé à Saint-Pétersbourg.

## Histoire
Il est fabricant navires civils et militaires. Il fait partie du groupe d'entreprises public United Shipbuilding Corporation. Le chantier naval créé en 1901 par A. L. Zolotov fut nationalisé et transféré à l'OGPU en mars 1930 pour la fabrication de patrouilleurs de gardes côtes.

### Productions
- Project 10412.
- Classe Pourga.
- Projet 1400.
- Les gardes côtes type MO-4.
- Navire de patrouille Triglav, Slovénie.